# (4738) 1985 RZ4
(4738) 1985 RZ4 là một tiểu hành tinh vành đai chính. Nó được phát hiện bởi David B. Goldstein ở Đài thiên văn Palomar ở Quận San Diego, California, ngày 15 tháng 9 năm 1985.